# Zoo de Tennoji
Le zoo de Tennoji aussi connu sous le nom de zoo d'Osaka, est situé dans la partie ouest du parc de Tennoji, dans l'arrondissement Tennōji-ku d'Osaka, au Japon. 

## Historique
Le zoo de Tennoji a été inauguré le 1er avril 1915.

## Description
Le zoo couvre une centaine d'hectares. Il présente des savanes adjacentes pour les animaux herbivores et carnivores, qui sont arrangées pour que les animaux partagent le même espace. Il abrite environ 1 500 animaux de 300 espèces différentes, incluant koala, panda roux, éléphant, ainsi que des espèces très rares telles que le chat de Temminck et le seul kiwi du Japon.

## Référence culturelle
Le zoo de Tennoji apparaît dans le manga Détective Conan dans le tome 19 ainsi que dans l'épisode 118 du dessin animé lorsque Heiji Hattori fait visiter la ville d'Osaka à Conan, Ran et Kogoro Mouri.